# Certo, certissimo, anzi... probabile
Certo, certissimo, anzi... probabile è un film italiano del 1969 diretto da Marcello Fondato. È tratto dal racconto Diario di una telefonista di Dacia Maraini.

## Trama
Marta e Nanda sono due donne legate da una lunga amicizia, ma dai caratteri opposti: una è sognatrice e romantica, l'altra calcolatrice e arrivista. Entrambe sono da tempo alla ricerca del principe azzurro, ossia di un buon marito. Lo trova per prima Marta, nei panni di Pietro, un giovane e gentile tappezziere; purtroppo l'armonia famigliare viene messa a dura prova dall'inaspettato arrivo di Henry, un amico americano di Piero senza fissa dimora. Marta, dopo due mesi di esasperata convivenza a tre, con la scusa di riallacciare i rapporti con l'ex amica Nanda decide di presentarle Henry, con la speranza che questi lasci finalmente la casa. Purtroppo entrambe vanno incontro a una cocente delusione: Pietro, il giovane marito di Marta, infatti confessa la sua lunga storia d'amore con Henry.